# Miloš Patera
Miloš Patera (* 26. ledna 1962 Karlovy Vary) je český politik, počátkem 21. století poslanec Parlamentu ČR za Karlovarský kraj, bývalý člen ODS.

## Vzdělání, profese
Po maturitě na gymnáziu vystudoval Fakultu stavební ČVUT v Praze, kde v roce 1984 obdržel titul Ing. Do roku 1992 pracoval pro Pozemní stavby Karlovy Vary, odcházel z pozice stavbyvedoucího. Pracoval také ve firmě Lias Vintířov. V letech 1993 až 2013 byl členem ODS. Je ženatý. Má syna a dceru.

## Politická kariéra
V komunálních volbách roku 1994 a komunálních volbách roku 1998 byl zvolen do zastupitelstva města Karlovy Vary za ODS. Neúspěšně sem kandidoval v komunálních volbách roku 2002. Profesně se uvádí k roku 1998 jako vedoucí obchodu a marketingu, k roku 2002 coby poslanec. V krajských volbách roku 2000 byl zvolen do Zastupitelstva Karlovarského kraje za ODS.
Ve volbách v roce 2002 byl zvolen do poslanecké sněmovny za ODS (volební obvod Karlovarský kraj). Byl členem sněmovního výboru pro sociální politiku a zdravotnictví a od února do června 2006 i členem rozpočtového výboru. Mandát obhájil ve volbách v roce 2006. Byl členem kontrolního výboru a rozpočtového výboru (v období prosinec 2009 – červen 2010 i jeho místopředsedou). Působil i jako místopředseda poslaneckého klubu ODS. Ve sněmovně setrval do voleb v roce 2010. V červnu 2006 ho postihla mozková příhoda, ale na výkon jeho mandátu to nemělo vliv, protože se zotavil. V roce 2008 musel vysvětlovat sněmovnímu mandátovému a imunitnímu výboru, zda není v konfliktu zájmů, když koncem roku 2007 neuvedl, že je předsedou dozorčí rady společnosti, jíž svým hlasováním pomohl k pětimiliónové dotaci ze státního rozpočtu. Patera se hájil tím, že jde obecně prospěšnou společnost České lázně v Evropě a má v ní jen kontrolní funkci.
Ve volbách 2010 svůj mandát neobhájil kvůli takzvanému kroužkování, přestože vedl kandidátku ODS v Karlovarském kraji. Před volbami v roce 2010 navíc měl konflikt s vedením strany, když prohlásil: „ODS v Karlových Varech má svůj zenit za sebou. Občanům nelze lhát, když všichni vidí, jaké jsou výsledky lhaní a podivných kauz. Jsem přesvědčen, že podzimní komunální volby v Karlových Varech skončí pro ODS velmi slabým výsledkem.“ V reakci na jeho výroky zaznělo z ODS, že by měl z kandidátní listiny odstoupit. Po odchodu z poslanecké sněmovny se stal členem správní rady VZP. Na námitky, že jde o takzvanou trafiku, tedy post přidělený nikoliv díky schopnostem, ale pro uplatnění bývalých politiků, reagoval následovně: „odmítám, že jde o trafiku. Podívejte se, jak fungují bývalí politici po celém světě, premiéři běžně dostávají významné posty, přednáší.“ A dále prohlásil: „Strana by měla chovat větší úctu k lidem, kteří pro ni pracovali. V mém případě tomu tak není. Pomohla mi sedět v jedné správní radě za pár korun, nejsou to žádné statisíce, padesáti tisíce ani třicetitisíce. Samozřejmě, čekal bych víc.“
V roce 2011 se uvádí, že podniká v lázeňství a je předsedou představenstva firmy České lázně v Evropě.
Ve volbách do Poslanecké sněmovny PČR v roce 2013 kandidoval v Karlovarském kraji jako lídr hnutí Hlavu vzhůru, ale neuspěl.